# Robert I xứ Normandie
Robert Vĩ đại (tiếng Pháp: le Magnifique; 22 tháng 06 năm 1000 - 01-03 tháng 07 năm 1035) là nhà cai trị thứ 6 của Công quốc Normandy, tại vị từ năm 1027 cho đến khi ông qua đời vào năm 1035. Anh trai của ông là Công tước Richard III, qua đời đột ngột không để lại thừa kế nam nên ngôi vị Công tước xứ Normandy đã truyền lại cho ông.
Giai đoạn đầu cai trị của người anh trai, Robert được phong cho đất Hiemois ở biên giới Normandy, vì thế sinh ra bất mãn, ông đã nổi dậy chống lại, nhưng cuối cùng bị anh trai Richard III đánh bại, sau khi thề trung thành với người anh, Robert đã được tha về lại đất cũ, không lâu sau đó thì người anh trai qua đời và ông lên kế vị ngôi công tước.
Robert và vị công tước tiền nhiệm Richard III đều là con trai của Richard II, Công tước xứ Normandy, cháu nội của Richard I xứ Normandy, cháu cố của William Kiếm dài và là chắc nội của nhà quân sự người Viking Rollo, cũng là vị Công tước đầu tiên của xứ Normandy.
William Kẻ chinh phục, vị vua đầu tiên cai trị nước Anh của Vương tộc Normandy chính là con trai ngoài giá thú của ông, nhưng trước khi Robert I thực hiện cuộc hành hương đến đất Thánh ở Tây Á, ông đã thuyết phục triều thần công nhận William là người con hợp pháp của mình. Trong quá trình trở về từ Thánh địa Jerusalem, Robert I đã qua đời, vì thế William đã được kế vị và trở thành Công tước thứ 7 của xứ Normandy, đến năm 1066, William đã lên ngôi vua nước Anh sau khi thực hiện xâm lược nước Anh.